# Barbara G. Fast
Barbara G. Fast (* 1953 in Montgomery, Alabama) ist eine pensionierte Generalmajorin der US Army.

## Militärische Laufbahn
1971 begann Fast mit dem Studium an der University of Central Missouri in Warrensburg. Zwei Jahre später, 1973, wechselte sie zur University of Missouri, wo sie das Studium als Bachelor of Science in deutscher und spanischer Sprache abschloss. An der Boston University erreichte sie im Jahre 1980 den Abschluss als Master of Science im Fach Wirtschaftswissenschaft. Von der University of Central Missouri wurde ihr später die Ehrendoktorwürde der Jurisprudenz verliehen.
Ab dem 8. Februar 1976 diente Fast in verschiedenen Kommandos der US Army Intelligence. So war sie bei München und in Augsburg in solchen Einheiten stationiert. Weitere Verwendungen erfolgten im US Army Military Personnel Center in Alexandria (Virginia), in Fort Hood, Texas, in Fort George G. Meade, Maryland und im Irak unter dem Kommando von Lieutenant General Ricardo S. Sánchez im Abu-Ghuraib-Gefängnis, wo sie das Joint Interrogation and Debriefing Center aufbaute.
Den Aufbau der Intelligence Task Force XXI hatte sie mit Lieutenant General Claudia J. Kennedy durchgeführt.
Nachdem sie schon vor ihrem Kommando im Irak in Fort Huachuca, Arizona, als Assistenzoffizier im US Army Intelligence Center (USAIC) gedient hatte, wurde sie am 22. April 2004 als Major General zum Kommandeur des USAIC ernannt.
Fast wurde im Mai 2008 nach 32 Jahren Dienst in der US-Armee pensioniert. Nach ihrer militärischen Laufbahn setzte Fast ihre Karriere in der Privatwirtschaft fort.

## Auszeichnungen
Auswahl der Dekorationen, sortiert in Anlehnung der Order of Precedence of Military Awards:
- Defense Superior Service Medal (2 x)
- Legion of Merit
- Bronze Star
- Defense Meritorious Service Medal
- Meritorious Service Medal (5 x)
- Joint Service Commendation Medal
- Army Commendation Medal
- Army Achievement Medal